# Île Scott
Pour les articles homonymes, voir Scott.
Ne doit pas être confondu avec Îles Scott.
L’île Scott est un îlot inhabité d’origine volcanique de l’océan Pacifique. Elle se situe à 505 km au nord-est de cap Adare, l’extrémité nord-est de la Terre Victoria.

## Géographie
Elle mesure 370 m de long pour 180 m de large, soit une superficie de 0,05 km2. Son plus haut point s'élève à 54 mètres d'altitude mais est dominé à 250 mètres à l'ouest par un stack de 63 m d'altitude, le pilier de Haggit.

### Climat
Le climat est de type ET (polaire et toundra), les icebergs sont toujours présents et la température est très basse.

## Histoire
L’île a été découverte et abordée en décembre 1902 par le capitaine William Colbeck, commandant du SY Morning, bateau de soutien de l’expédition Discovery du capitaine Robert Falcon Scott. Colbeck pensa d’abord la baptiser île Markham, en l’honneur de Sir Clements Markham, explorateur, auteur et géographe britannique, président de la Royal Geographical Society et organisateur du financement de l’expédition antarctique de Scott. Il se décida plus tard de la nommer en l’honneur de Scott. Le Pilier de Haggit porte le nom du frère aîné de Colbeck, Haggitt.
L’île fait partie de la Dépendance de Ross, réclamée par la Nouvelle-Zélande mais soumise au Traité sur l’Antarctique, qui a gelé les revendications territoriales, comme toutes les terres situées sous le 60e parallèle sud.